# Tochni
Tochni (in greco Τόχνη? ed in turco Taşkent) è una comunità (in greco κοινότητα?, koinótita) situata nel distretto di Larnaca a Cipro, a metà via all'incirca tra le città di Larnaca e Limassol. Prima del 1974, la maggioranza del villaggio era costituita da turco-ciprioti, che la chiamano "Taşkent". Nell'agosto del 1974, 85 abitanti del villaggio furono massacrati dall'EOKA B. Gli abitanti turchi dopo l'invasione si sono spostati nel nord, nel villaggi adiacenti di Vouno e di Sychari.